# Élections sénatoriales de 2014 dans les Côtes-d'Armor
Les élections sénatoriales de 2014 dans les Côtes-d'Armor ont lieu le dimanche 28 septembre 2014. Elles ont pour but d'élire les trois sénateurs représentant le département au Sénat pour un mandat de six années.

## Contexte départemental
Lors des Élections sénatoriales de 2008 dans les Côtes-d'Armor, trois sénateurs ont été élus au scrutin majoritaire : deux socialistes et un communiste.
Depuis, le collège électoral des grands électeurs composé à 95 % des délégués municipaux et à 5 % des autres élus, à savoir : les sénateurs sortants, les députés, les conseillers régionaux et les conseillers généraux.
C'est pourquoi même si les élections législatives de 2012 ont gardé inchangé le rapport de force dans le département (quatre députés socialistes ou apparenté, un UMP), les élections régionales de 2010 ont conforté la majorité de gauche au conseil régional, les élections cantonales de 2011 ont vu la majorité de gauche du conseil général perdre 3 sièges sans que sa large majorité ne soit menacée; ce sont les élections municipales de mars dernier qui ont fondamentalement remodelée le collège des grands électeurs.
En effet, les municipales de 2014 ont vu un très net recul de la gauche, notamment au profit du centre et de sans étiquette. Elle a notamment perdu Plédran et Pordic mais aussi Plœuc-sur-Lié, Callac et Plémet et beaucoup de plus petites communes, tandis que Bruno Joncour, réussissant la passe de trois à Saint-Brieuc et reprenant à cette occasion la présidence de la communauté d'agglomération, s'impose au centre du jeu politique costarmoricain.
Par ailleurs, la liste PS-PCF-PRG, bien que se présentant unie, fait suite à une bataille interne au PS et à la gauche. Les candidats originellement désignés par le bureau politique du PS costarmoricain étaient Claudy Lebreton et Monique Le Clézio. Ce n'est qu'à la suite de la présentation d'une liste alternative devant les militants costarmoricains que Yannick Botrel et Georgette Bréard obtiennent l'investiture, reléguant ainsi leurs deux concurrents en 3e et 4e places, non éligibles. Enfin, le sénateur communiste sortant, Gérard Le Cam, après avoir fait pression, en menaçant de se présenter, obtient un accord visant à obtenir la 2de place pour une communiste sur la liste PS, contre l'avis de Yannick Botrel et en lieu et place de Georgette Bréard,,.
Pour sa part, Michel Vaspart, candidat UMP, après avoir été candidat battu aux législatives de 1997, aux législatives de 2002, aux législatives de 2007 et aux législatives de 2012, s'impose comme tête d'une liste UMP grâce au soutien de Marc Le Fur mais contre l'avis d'élus locaux UMP et d'élu du national qui ne voulaient présenter personne face à Bruno Joncour craignant les divisions et le considérant comme le mieux placé,.
Mais l'évolution la plus significative pour ce qui concerne les Côtes-d'Armor tient au changement de mode de scrutin, les départements élisant trois sénateurs étant dorénavant concernés par le scrutin à la proportionnelle avec listes paritaires, ce qui devrait, mécaniquement, faire perdre un siège à la gauche qui détenait jusqu'alors les trois sièges de sénateurs du département, un second siège pouvant être menacé par l'évolution politique du collège des grands électeurs.

## Rappel des résultats de 2008
|                | Yannick Botrel      | PS             | 926   | 57,69  |  |  |
|                | Jacqueline Chevé    | PS             | 914   | 56,95  |  |  |
|                | Gérard Le Cam       | PCF            | 880   | 54,83  |  |  |
|                | Bruno Joncour       | MoDem          | 379   | 23,61  |  |  |
|                | Hervé Guélou        | UMP            | 327   | 20,37  |  |  |
|                | Christiane Lemasson | UMP            | 305   | 19,00  |  |  |
|                | Michel Desbois      | UMP            | 272   | 16,95  |  |  |
|                | Dominique Grall     | Verts          | 74    | 4,61   |  |  |
|                | Bernard Prigent     | Verts          | 70    | 4,36   |  |  |
|                | Jakez Gicquel       | Verts          | 51    | 3,18   |  |  |
|                | François Bouriot    | PRG            | 48    | 2,99   |  |  |
|                | Mona Bras           | UDB            | 46    | 2,87   |  |  |
|                | Robert Pédron       | UDB            | 41    | 2,55   |  |  |
|                | Philippe Coulau     | UDB            | 36    | 2,24   |  |  |
|                | Arnaud Carré        | PRG            | 25    | 1,56   |  |  |
|                | Michel Priziac      | PRG            | 22    | 1,37   |  |  |
|                | Jean-Yves Callac    | UDB            | 13    | 0,81   |  |  |
|                | Pierre Génie        | FN             | 8     | 0,50   |  |  |
|                |                     |                |       |        |  |  |
| Inscrits       | Inscrits            | Inscrits       | 1 638 | 100,00 |  |  |
| Abstentions    | Abstentions         | Abstentions    | 20    | 1,22   |  |  |
| Votants        | Votants             | Votants        | 1 618 | 98,78  |  |  |
| Blancs et nuls | Blancs et nuls      | Blancs et nuls | 13    | 0,80   |  |  |
| Exprimés       | Exprimés            | Exprimés       | 1 605 | 99,20  |  |  |

## Sénateurs sortants
| Sénateur | Sénateur       | Parti | Autre fonction                         |
| -------- | -------------- | ----- | -------------------------------------- |
|          | Gérard Le Cam  | PCF   | Maire de Plénée-Jugon                  |
|          | Yannick Botrel | PS    | Conseiller général, maire de Bourbriac |
|          | Ronan Kerdraon | PS    | Maire de Plérin                        |

## Collège électoral
En application des règles applicables pour les élections sénatoriales françaises, le collège électoral appelé à élire les sénateurs des Côtes-d'Armor en 2014 se compose de la manière suivante :
| Délégués des communes                                                                         |                        |                       |                       |          |                     |
|                                                                                               | Conseillers municipaux | Délégués / commune    | Communes concernées   | Délégués | % collège électoral |
| Délégués des communes de moins de 9 000 habitants                                             |                        |                       |                       |          |                     |
| - communes de < 100 habitants                                                                 | 7                      | 1                     | 4                     | 4        | 0,24 %              |
| - communes de < 500 habitants                                                                 | 11                     | 1                     | 102                   | 102      | 6,02 %              |
| - communes de < 1500 habitants                                                                | 15                     | 3                     | 159                   | 477      | 28,16 %             |
| - communes de < 2 500 habitants                                                               | 19                     | 5                     | 54                    | 270      | 15,94 %             |
| - communes de < 3 500 habitants                                                               | 23                     | 7                     | 25                    | 175      | 10,33 %             |
| - communes de < 5 000 habitants                                                               | 27                     | 15                    | 14                    | 210      | 12,40 %             |
| - communes de < 9 000 habitants                                                               | 29                     | 15                    | 8                     | 120      | 7,08 %              |
| Délégués des communes de 9 000 à 29 999 habitants                                             |                        |                       |                       |          |                     |
| - communes de < 10 000 habitants                                                              | 29                     | 29                    | 1                     | 29       | 1,71 %              |
| - communes de < 20 000 habitants                                                              | 33                     | 33                    | 4                     | 132      | 7,79 %              |
| - communes de < 30 000 habitants                                                              | 35                     | 35                    | 0                     | 0        | 0,00 %              |
| Délégués des communes de 30 000 habitants et plus                                             |                        |                       |                       |          |                     |
| - Saint-Brieuc (46 173 hab.)                                                                  | 43                     | 63                    | 1                     | 63       | 3,72 %              |
| Délégués des communes bénéficiant des dispositions particulières pour les communes fusionnées |                        |                       |                       |          |                     |
| - Lamballe                                                                                    | 33                     | 37                    | 1                     | 37       | 2,18 %              |
| Délégués des communes                                                                         | Délégués des communes  | Délégués des communes | Délégués des communes | 1 619    | 95,57 %             |
| Conseillers généraux                                                                          | Conseillers généraux   | Conseillers généraux  | Conseillers généraux  | 52       | 3,07 %              |
| Conseillers régionaux                                                                         | Conseillers régionaux  | Conseillers régionaux | Conseillers régionaux | 15       | 0,89 %              |
| Députés                                                                                       | Députés                | Députés               | Députés               | 5        | 0,30 %              |
| Sénateurs                                                                                     | Sénateurs              | Sénateurs             | Sénateurs             | 3        | 0,18 %              |
| Total                                                                                         | Total                  | Total                 | Total                 | 1 694    | 100,00 %            |

1. ↑  Dans les communes de moins de 9 000 le conseil municipal élit en son sein des délégués dont le nombre dépend de la taille de la commune.
2. ↑  Dans les communes de 9 000 à 29 999 habitants, tous les conseillers municipaux sont délégués. Il n'y a pas de délégués supplémentaires
3. ↑  Dans les communes de plus de 30 000 habitants, tous les conseillers municipaux sont délégués et, en complément, le conseil municipal désigne des délégués supplémentaires à raison de 1 par tranche de 800 habitants au-delà de 30 000 habitants
4. ↑  « Dans le cas où le conseil municipal est constitué par application des articles L. 2113-6 et L. 2113-7 du code général des collectivités territoriales relatif aux fusions de communes dans leur rédaction antérieure à la loi no 2010-1563 du 16 décembre 2010 de réforme des collectivités territoriales, le nombre de délégués est égal à celui auquel les anciennes communes auraient eu droit avant la fusion. » (Code électoral, article L284)
5. ↑  Lamballe: 12 292 habitants, dont 
  - Lamballe hors communes associées (4 294 hab) 15 délégués,
  - Maroué (4 756 hab) 15 délégués,
  - Saint-Aaron (1 380 hab) 3 délégués,
  - Poterie (1 370 hab) 3 délégués,
  - Trégomar (492 hab.) 1 délégué

## Présentation des candidats
Les nouveaux représentants sont élus pour une législature de 6 ans au suffrage universel indirect par les grands électeurs du département. Dans les Côtes-d'Armor, les trois sénateurs sont élus au scrutin proportionnel plurinominal. Chaque liste de candidats est obligatoirement paritaire et alterne entre les hommes et les femmes. 7 listes ont été déposées dans le département, comportant chacune 5 noms. Elles sont présentées ici dans l'ordre de leur dépôt à la préfecture et comportent l'intitulé figurant aux dossiers de candidature.

### Union centriste
| N° | Candidats | Candidats       | Parti | Principales fonctions                                          |
| -- | --------- | --------------- | ----- | -------------------------------------------------------------- |
| 01 |           | Bruno Joncour   | MoDem | Président de Saint-Brieuc Agglomération, maire de Saint-Brieuc |
| 02 |           | Monique Garel   | MoDem | Première adjointe au maire de Penvénan                         |
| 03 |           | Arnaud Carré    | PRG   | Maire du Quiou                                                 |
| 04 |           | Fabienne Perrot | MoDem | Première adjointe au maire de Glomel                           |
| 05 |           | Pierre Salliou  | MoDem | Maire de Pabu                                                  |

### Front national
| N° | Candidats | Candidats           | Parti | Principales fonctions |
| -- | --------- | ------------------- | ----- | --------------------- |
| 01 |           | Catherine Blein     | FN    |                       |
| 02 |           | Pierre-Marie Launay | FN    |                       |
| 03 |           | Odile de Mellon     | FN    |                       |
| 04 |           | Pierre-Yves Lopin   | FN    |                       |
| 05 |           | Danièle Gralland    | FN    |                       |

### Union démocratique bretonne
| N° | Candidats | Candidats         | Parti | Principales fonctions                                |
| -- | --------- | ----------------- | ----- | ---------------------------------------------------- |
| 01 |           | Philippe Coulau   | UDB   | Conseiller municipal de Plouézec                     |
| 02 |           | Mona Bras         | UDB   | Conseillère régionale, adjointe au maire de Guingamp |
| 03 |           | Patrick L'Héréec  | UDB   | Maire de Plounérin                                   |
| 04 |           | Gwénnoline Salaün | UDB   | Conseillère municipale de Plourhan                   |
| 05 |           | Hervé Le Gall     | UDB   | Conseiller municipal de Glomel                       |

### Parti socialiste - Parti communiste français - Parti radical de gauche
| N° | Candidats | Candidats         | Parti | Principales fonctions               |
| -- | --------- | ----------------- | ----- | ----------------------------------- |
| 01 |           | Yannick Botrel    | PS    | Sénateur sortant                    |
| 02 |           | Christine Prunaud | PCF   | Adjointe au maire de Lamballe       |
| 03 |           | Claudy Lebreton   | PS    | Président du conseil général        |
| 04 |           | Georgette Bréard  | PS    | Vice-présidente du conseil régional |
| 05 |           | François Bouriot  | PRG   | Maire de Trélévern                  |

### Europe Écologie Les Verts
| N° | Candidats | Candidats       | Parti | Principales fonctions      |
| -- | --------- | --------------- | ----- | -------------------------- |
| 01 |           | Michel Forget   | EELV  | Conseil municipal de Dinan |
| 02 |           | Nicole Chambon  | EELV  |                            |
| 03 |           | René Louail     | EELV  | Conseiller régional        |
| 04 |           | Nathalie Nowak  | EELV  |                            |
| 05 |           | Yannick Perrier | EELV  |                            |

### Union pour un mouvement populaire
| N° | Candidats | Candidats       | Parti | Principales fonctions                            |
| -- | --------- | --------------- | ----- | ------------------------------------------------ |
| 01 |           | Michel Vaspart  | UMP   | Conseiller général, maire de Pleudihen-sur-Rance |
| 02 |           | Martine Tison   | UMP   | Adjointe au maire de Callac                      |
| 03 |           | Hervé Guelou    | UMP   | Conseiller régional, maire de Plufur             |
| 04 |           | Valérie Rumiano | UMP   | Adjointe au maire de Plouha                      |
| 05 |           | Guy Le Helloco  | UMP   | Maire de Gausson, président de la CIDERAL        |

### Parti fédéraliste européen
| N° | Candidats | Candidats            | Parti | Principales fonctions |
| -- | --------- | -------------------- | ----- | --------------------- |
| 01 |           | Vincent Lancien      | PFE   |                       |
| 02 |           | Catherine Claudon    | PFE   |                       |
| 03 |           | François Le Gal      | PFE   |                       |
| 04 |           | Roseline Surveillant | PFE   |                       |
| 05 |           | Alain Mallegol       | PFE   |                       |

## Résultats
| Tête de liste | Tête de liste   | Liste       | Voix  | %      | Sièges |  |
| ------------- | --------------- | ----------- | ----- | ------ | ------ |  |
|               | Yannick Botrel  | PS-PCF-PRG  | 756   | 45,82  | 2      |  |
|               | Michel Vaspart  | UMP         | 400   | 24,24  | 1      |  |
|               | Bruno Joncour   | MoDem-PRG   | 332   | 20,12  |        |  |
|               | Michel Forget   | EELV        | 76    | 4,61   |        |  |
|               | Catherine Blein | FN          | 42    | 2,55   |        |  |
|               | Philippe Coulau | UDB         | 38    | 2,30   |        |  |
|               | Vincent Lancien | PFE         | 6     | 0,36   |        |  |
|               |                 |             |       |        |        |  |
| Inscrits      | Inscrits        | Inscrits    | 1 693 | 100,00 |        |  |
| Abstentions   | Abstentions     | Abstentions | 17    | 1,00   |        |  |
| Votants       | Votants         | Votants     | 1 676 | 99,00  |        |  |
| Blancs        | Blancs          | Blancs      | 15    | 0,89   |        |  |
| Nuls          | Nuls            | Nuls        | 11    | 0,66   |        |  |
| Exprimés      | Exprimés        | Exprimés    | 1 650 | 98,45  |        |  |